# ايرينا ليفشاكوفا
إيرينا يوريفنا ليفشاكوفا  ( ؛ بالروسية : Ирина Юрьевна Левšакова؛ 6 مايو 1959 - 31 يناير 2016) هي عالمة حفريات وجيولوجية وفنانة وموسيقية روسية. اشتهرت بمشاركتها العميقة في مشهد موسيقى الروك تحت الأرض في لينينغراد خلال الثمانينيات والتسعينيات.

## مهنة أكاديمية

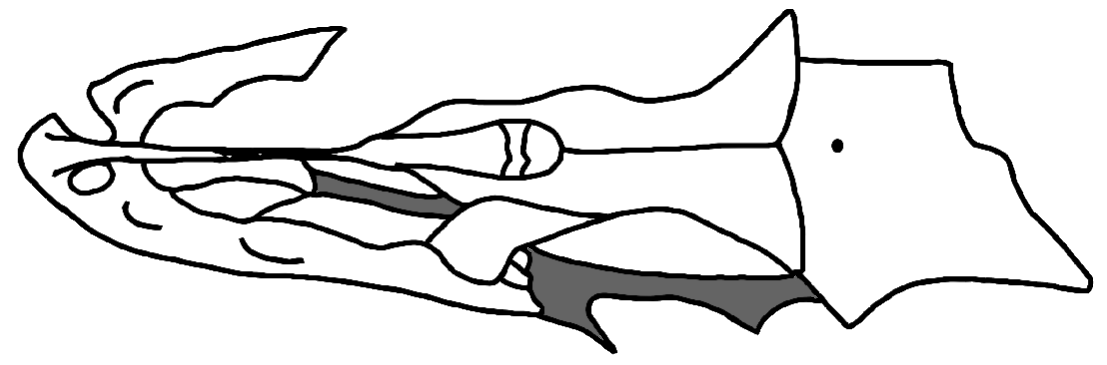
رسم لجمجمة فارانوس دارفسكي (منظر علوي)، وهو نوع منقرض من سحلية الشاشة سمته ليفشاكوفا

غلاف ألبوم 1993 Ne mogu konchit ("لا أستطيع القدوم") لفرقة Vykhod ، رسمها ليفشاكوفا

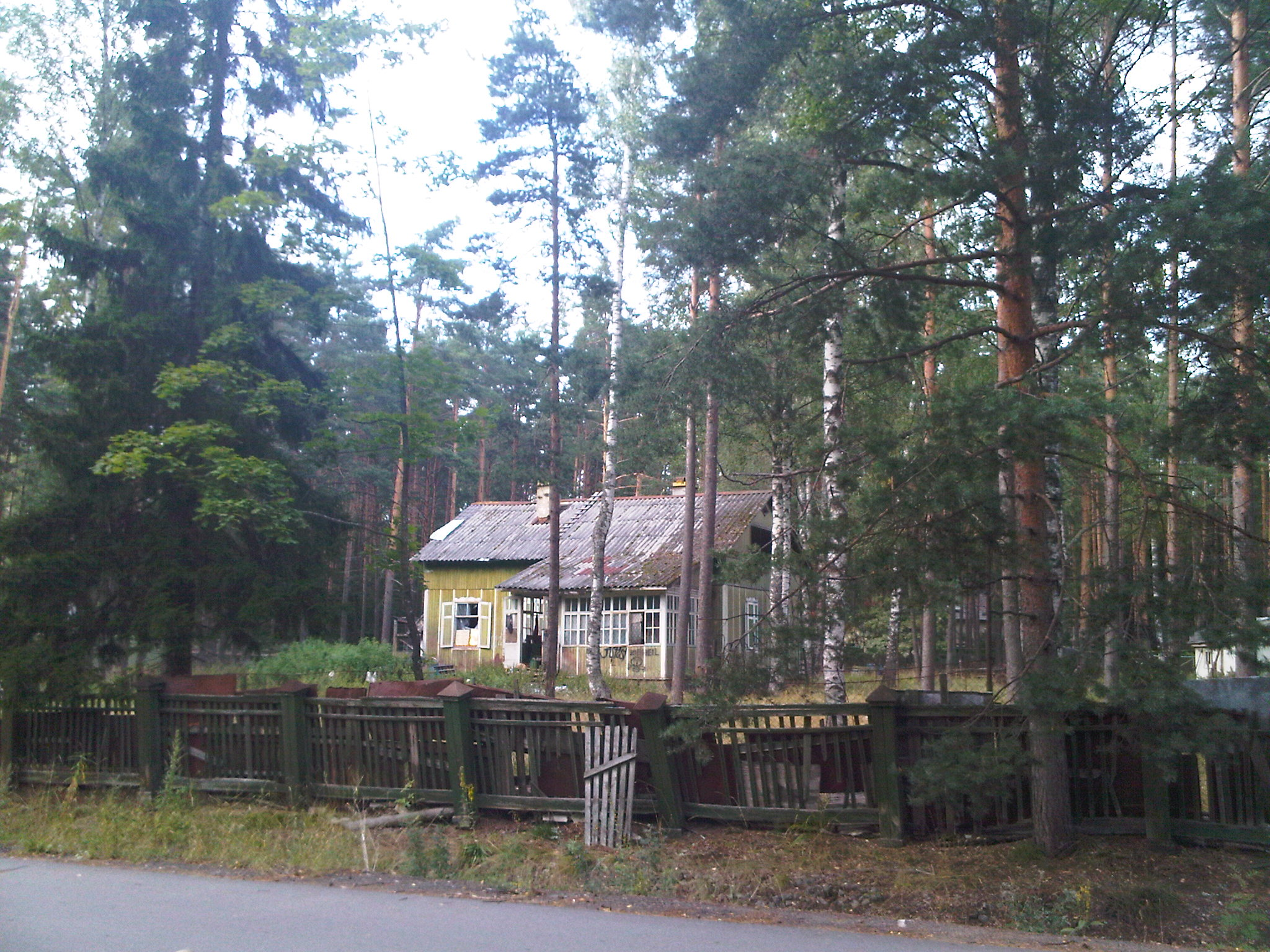
لينيك داشا في أغسطس 2010

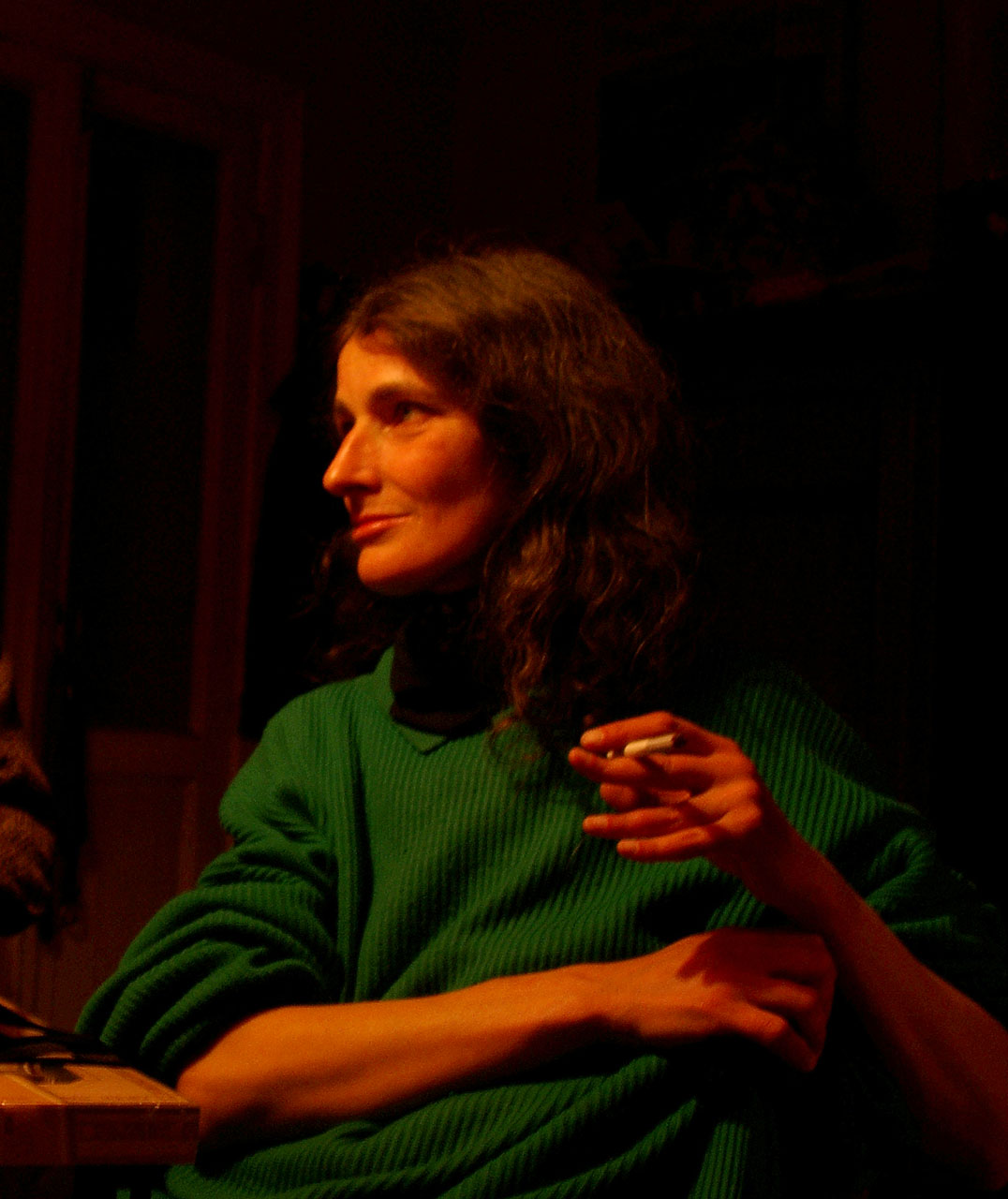
ليفشاكوفا في أكتوبر 2003

## أنظر أيضا
- قائمة علماء الأرض الروس
- قائمة الفنانات الروسيات

## ملحوظات
1. ↑  She was also known by the nicknames "Ira" (Ири)[3] and "Lyalya" (Ляли),[4] and sometimes used the last name Linnik.[5]